# Улица Генерала Жданова
| Улица Генерала Жданова         | Улица Генерала Жданова    |
| ------------------------------ | ------------------------- |
|                                |                           |
| Општина                        | Нови Београд              |
| Почетак                        | улица Јернеја Копитара    |
| Крај                           | Булевар маршала Толбухина |
| Дужина                         | око 300 m                 |
|                                |                           |
|                                |                           |
| Почетак улице Генерала Жданова |                           |

Улица Генерала Жданова (до 2017. Похорска улица) је улица која се налази у Београду у општини Нови Београд. Улица је добила назив по Владимиру Жданову, генерал-пуковнику совјетске Црвене армије, Хероју Совјетског Савеза и народном хероју Југославије.

## Улица
Улица почиње код Булевара маршала Толбухина, пролази преко улице Џона Кенедија и завршава се на раскрсници са улицом Жарка Миладиновића, на крају улице Јернеја Копитара у Земуну.

## Историја
Давних година, данашњим блоком 7а пролазила је стаза за баштоване, касније и узгајиваче воћа, и звала се Баштовански пут (између улица Џона Кенедија и Сремских одреда). Овај назив носила је од 1935. до 1942, када мења име у Воћарски пут. 1946. враћа јој се назив Баштовански пут, а од 1956. (до 2016) носила је назив Похорска улица.

## Превоз
У овој улици се налази крај аутобуске линије 16 (Карабурма II- Нови Београд (Генерала Жданова).
Остале линије које пролазе кроз ову улицу су: 81, 81Л и 607, 612, 613, 711.